# 天堂岭 (富川瑶族自治县)
西天堂岭坐落在中华人民共和国广西壮族自治区贺州市富川瑶族自治县，主峰蚊帐岭高872米。

## 概况
天堂岭横亘在富川瑶族自治县南部，属低山区。主峰蚊帐岭，高872米。主峰东南延伸和姑婆山系，西部方向跨越富江接长溪岗，和西岭山系相连。它主要由大源山、小源山、碧溪山和黄牛头组成。